# 목종 (고려)
목종(穆宗, 980년 7월 5일(음력 5월 20일) ~ 1009년 음력 2월 3일)은 고려의 제7대 국왕 (재위 : 997년 음력 10월 27일 ~ 1009년 음력 2월 3일)이다. 강조의 정변으로 인해 폐위된 후 살해되었다.

## 생애

### 즉위 이전
980년(경종 5년) 5월 20일, 경종(景宗)과 헌애왕후(獻哀王后) 황보씨(皇甫氏)의 외동 아들로 태어났다. 경종과 헌애왕후는 태조 왕건의 손자녀들로, 서로 사촌지간이다.
981년(경종 6년), 아버지 경종이 붕어하였으나 당시 목종의 나이가 한살에 불과하였기 때문에 왕위는 경종의 사촌 동생이자 처남인 성종이 계승하였다.
990년(성종 9년) 12월 7일, 개령군(開寧君)으로 책봉되었다.
당시 성종은 아들 없이 딸만 두었는데, 조카인 왕송을 개령군에 봉하여 왕위계승자인 잠룡(潜龍)으로 두고, 993년(성종 12년) 경종의 제4비이자 어머니 헌애왕후의 언니인 헌정왕후의 장례에서 감호를 맡기고 발상(發喪)하게 하였다.
997년(성종 16년) 10월 27일, 성종은 병세가 심해지자 개령군을 불러 왕위를 물려준 후에 사망하였다.

### 즉위 이후
당숙이자 외숙부인 성종의 뒤를 이어 즉위하였으나, 어머니 천추태후(千秋太后)가 섭정하였다. 천추태후는 경종 사후 김치양(金致陽)과 내연의 관계를 맺었는데 오빠인 성종이 이를 알고 김치양을 유배보냈었다. 하지만 목종이 즉위하자 김치양은 태후가 거처하는 천추전에 머물며 정사에 관여하였다. 천추태후와 김치양 사이에서 아들이 태어나면서 이들은 이 아들을 왕위에 앉히려는 야심을 드러내었다.
천추태후와 김치양이 실권을 장악하고 이러한 행태를 보이자 목종은 한때 정치에 관심을 잃었다. 목종은 용모가 아름다운 유행간(庾行簡)을 사랑하여 동성애(龍陽)를 하고 남색(男色) 관계를 맺었는데, 유행간은 왕의 총애를 믿고 교만하게 굴면서 문무백관을 마음대로 부려 신하들이 유행간을 왕을 대하듯이 하였다.

#### 제도 정비

##### 개정전시과 실시
998년(목종 2년), 목종은 경종 때에 제정된 관리들의 보수 지급제도인 전시과(田柴科)를 개정하였다. 전시과가 제정되고 관제가 확립된 이래, 시간이 지나면서 관료들에게 나누어 줄 전지와 시지가 부족해지자 전지와 시지의 지급 대상과 수를 제한하고, 수급자의 과등을 세분화하여 수령액을 규정하였다. 또한 이전에 실시하지 않았던 군인들에게도 수급을 실시하였다.
또한 시정 전시과에서 관등과 인품을 기준으로 토지를 지급한 것과 달리 주관적 요소인 인품을 삭제하였다. 직관과 산관 모두에게 지급하였으며 사망시 반납을 원칙으로 하였다.

##### 관료 제도
1003년(목종 6년), 개경과 서경, 동경을 비롯한 10도(道)의 관리들에게 교서를 내려 관내의 박학한 자를 천거할 것을 지시하였으며 과거제도를 정비하여 제술업과 명경업 및 잡업의 시행 규칙을 변경하였다.

#### 숭불정책
승려들을 우대하고 진관사(眞觀寺)를 지어 태후의 원찰로 삼았으며 이후 숭교사(崇敎寺)를 창건하여 왕의 원찰로 삼았다. 1007년(목종 10년) 9월에는 진관사에 9층탑을 세웠다.

#### 국방
998년(목종 2년) 7월, 북진정책의 거점지이자 제2의 수도인 서경(西京)의 이름을 호경(鎬京)으로 바꾸었다. 999년(목종 3년) 10월에는 호경에 직접 행차하여 지역민들에게 각종 은전을 베풀었다. 이후에도 수차례 방문하여 제사를 지냈으며 서경을 중시하였다.
성종 대에 일어난 고려-거란 전쟁 및 송나라와 고려를 압박하는 거란의 확장에 경계태세를 갖추어 성을 수리하거나 새로 쌓았다.
1000년(목종 3년), 덕주(德州)에 성을 쌓았다.
1001년(목종 4년), 영풍진(永豐鎭), 평로진(平虜鎭)에 성을 쌓았다.
1003년(목종 7년), 덕주(德州) · 가주(嘉州) · 위화(威化) · 광화(光化) 등 4개의 성을 쌓았다.
1005년(목종 8년), 동여진이 등주(登州)를 침략하자 장수를 보내어 이를 막았으며 진명현(鎭溟縣), 금양현(金壤縣), 곽주(郭州)에 성을 쌓았다.
1006년(목종 9년), 용진진(龍津鎭), 귀주(龜州)에 성을 쌓았다.
1007년(목종 10년), 흥화진(興化鎭), 울진(蔚珍), 익령현(翼嶺縣)에 성을 쌓았다.
1008년(목종 11년), 통주(通州), 등주(登州)에 성을 쌓았다.

#### 민생 안정
1001년(목종 4년) 11월, 중원부(中原府)에 행차하여 풍속을 순시하였다. 왕이 지나간 주현(州縣)의 전조(田租)를 1년 동안 감해 주었다. 또한 행차가 지나가는 과정에서 왕의 행차를 접대한 주와 현의 전조를 절반으로 줄였다.
1002년(목종 5년) 5월, 목종은 교서를 내려 토목공사를 일으켜 군인과 역부에게 노역을 시킨일과 불교 사원을 짓게 하는 등 국가를 방만하게 경영한 탓이 본인에게 있음을 말하며 스스로 반성하고 군사들을 위무하며 격려하였다.
1006년(목종 9년), 흉년이 들자 미납된 공부를 면제해 주었다.

### 최후

#### 폐위 및 시해
아버지 경종의 왕비였던 천추태후와 헌정왕후는 서로 자매지간으로 성종과 남매이기도 했는데, 천추태후는 경종과의 사이에서 목종을 낳고 이후 김치양과의 사이에서 아들을 낳았다. 헌애왕후의 언니이자 목종의 이모인 헌정왕후 또한 경종 사후에 숙부인 안종(安宗) 왕욱(王郁)과의 사이에서 아들 대량원군(大良院君) 왕순(王詢)을 낳았다.
천추태후와 김치양은 목종에게서 후사가 없자 자신들이 낳은 아들을 왕위에 앉히려 하였는데, 대량원군의 존재가 걸림돌이 되자 이미 부모가 죽고 고아가 된 대량원군을 강제로 머리를 깎아 승려를 만들어 신혈사에 머물게 하였고, 여러차례 독살하려 하였지만 모두 실패하였다.
1009년(목종 12년) 1월, 목종은 병에 걸려 몸이 약해지자, 자신의 후계를 당숙이자 이종 사촌동생인 대량원군에게 전하고자 하였다. 목종은 천추태후와 김치양이 손을 쓰기 전에 대량원군에게 양위할 것을 결심하고 채충순을 불러 다음과 같이 말하고는,
| “ | 짐의 병이 점차 위독해져서 곧 죽게 되면 태조(太祖)의 후손은 오직 대량원군(현종)만이 남게 된다. 경은 최항과 더불어 평소 충성과 절의가 있으니, 마땅히 마음을 다하여 바로잡고 보필함으로써 사직(社稷)이 다른 성씨에게 돌아가지 않게 해야 할 것이다. | ” |
|   | — 《고려사절요》 권2, 목종 선양대왕(穆宗宣讓大王) |   |

서북면 순검사(西北面 巡檢使) 강조(康兆)를 불러 궁궐로 들어와 호위하게 하였다. 이에 강조는 왕명을 받고 개경을 향하던 중, 조정에 깊은 원한을 품고 있던 위종정(魏從正)과 최창(崔昌)으로부터 "목종이 이미 죽고 천추태후와 김치양이 정권을 장악했다"는 거짓 정보를 듣고 이를 믿어 개경으로 진군하였다. 평주에 이르러 목종이 죽지 않음을 알게 되었으나 돌이킬 수 없다고 여기고 정변을 일으켜 김치양 부자와 왕의 총애를 받던 유행간등을 죽이고 천추태후의 측근들을 섬으로 유배보냈다.
이후 2월 3일, 목종을 폐위시키고 태조의 손자인 대량원군(현종)을 왕으로 추대하였다.
| “ | 모두 내가 덕이 부족하였기 때문이니, 다시 무슨 원망할 것이 있겠는가. 다만 바라건대 시골에 내려가 노년을 보내고자 하니, 경이 새 왕에게 아뢰고, 또 그를 잘 보좌하도록 하라. | ” |
|   | — 《고려사절요》 권2, 목종 선양대왕(穆宗宣讓大王) |   |

목종은 폐위되어 양국공(讓國公)에 봉해지고 어머니 천추태후와 함께 충주로 유배를 가던 도중, 적성현에 이르렀을 때 강조가 김광보(金光甫)를 보내어 목종에게 독약을 먹게 하였는데, 목종이 이를 거부하자 안패(安霸)에 의해 살해되었다. 고려에서 정변으로 인해 국왕이 폐위되고 시해당한 첫 사례가 되었다.
목종의 시체는 화장되어 의릉에 묻혔다. 강조가 올린 묘호는 민종(愍宗)이었으나 현종이 즉위한 후 목종(穆宗)으로 고쳤다. 시호는 효사위혜극영정공선양대왕(孝思威惠克英定恭宣讓大王)이다
강조의 정변을 구실로 삼아 고려와 거란 사이에 제2차 고려-거란 전쟁이 발생하였다.

## 가족 관계
| 980년 7월 5일 (음력 5월 20일) 고려 개경 정전 | 1009년 3월 2일 (음력 2월 3일) (28세) 고려 개성부 적성현 |

|    |                                                   | 생몰년         | 부모                                      | 비고       |
| -- | ------------------------------------------------- | -------------- | ----------------------------------------- | ---------- |
| 부 | 경종 景宗                                         | 955년 - 981년  | 광종 光宗 대목왕후 황보씨 大穆王后 皇甫氏 | 제5대 국왕 |
| 모 | 헌애왕후 황보씨 獻哀王后 皇甫氏 천추태후 千秋太后 | 964년 - 1029년 | 대종 戴宗 선의왕후 유씨 宣義王后 柳氏     |            |

| 시호 | 시호                              | 생몰년 | 부모                                                    | 비고 |
| ---- | --------------------------------- | ------ | ------------------------------------------------------- | ---- |
| 왕후 | 선정왕후 유씨 宣正王后 劉氏       | 미상   | 홍덕원군 왕규 弘德院君 王圭 문덕왕후 유씨 文德王后 劉氏 |      |
| 후궁 | 요석택 궁인 김씨 邀石宅 宮人 金氏 | 미상   | 미상                                                    |      |

## 목종이 등장하는 작품
- 《천추태후》(KBS2, 2009년, 배우 : 이인, 박지빈)
- 《고려거란전쟁》(KBS2, 2023년~2024년, 배우:백성현)

## 같이 보기
- 천추태후
- 강조
- 현종